# Sielinko
Sielinko (prononciation : [ɕeˈlinkɔ]) est un village polonais de la gmina d'Opalenica dans le powiat de Nowy Tomyśl de la voïvodie de Grande-Pologne dans le centre-ouest de la Pologne.
Il se situe à environ 2 kilomètres au sud-ouest d'Opalenica (siège de la gmina), à 17 kilomètres à l'est de Nowy Tomyśl (siège du powiat) et à 38 kilomètres au sud-ouest de Poznań (capitale régionale).

## Histoire
De 1975 à 1998, le village faisait partie du territoire de la voïvodie de Poznań.

Depuis 1999, Sielinko est situé dans la voïvodie de Grande-Pologne. x